# هولي فولتون
هولي فولتون (بالإنجليزية: Holly Fulton)‏ هي مصممة أزياء بريطانية، ولدت في 1978 في إدنبرة في المملكة المتحدة.